# Billy Cobham

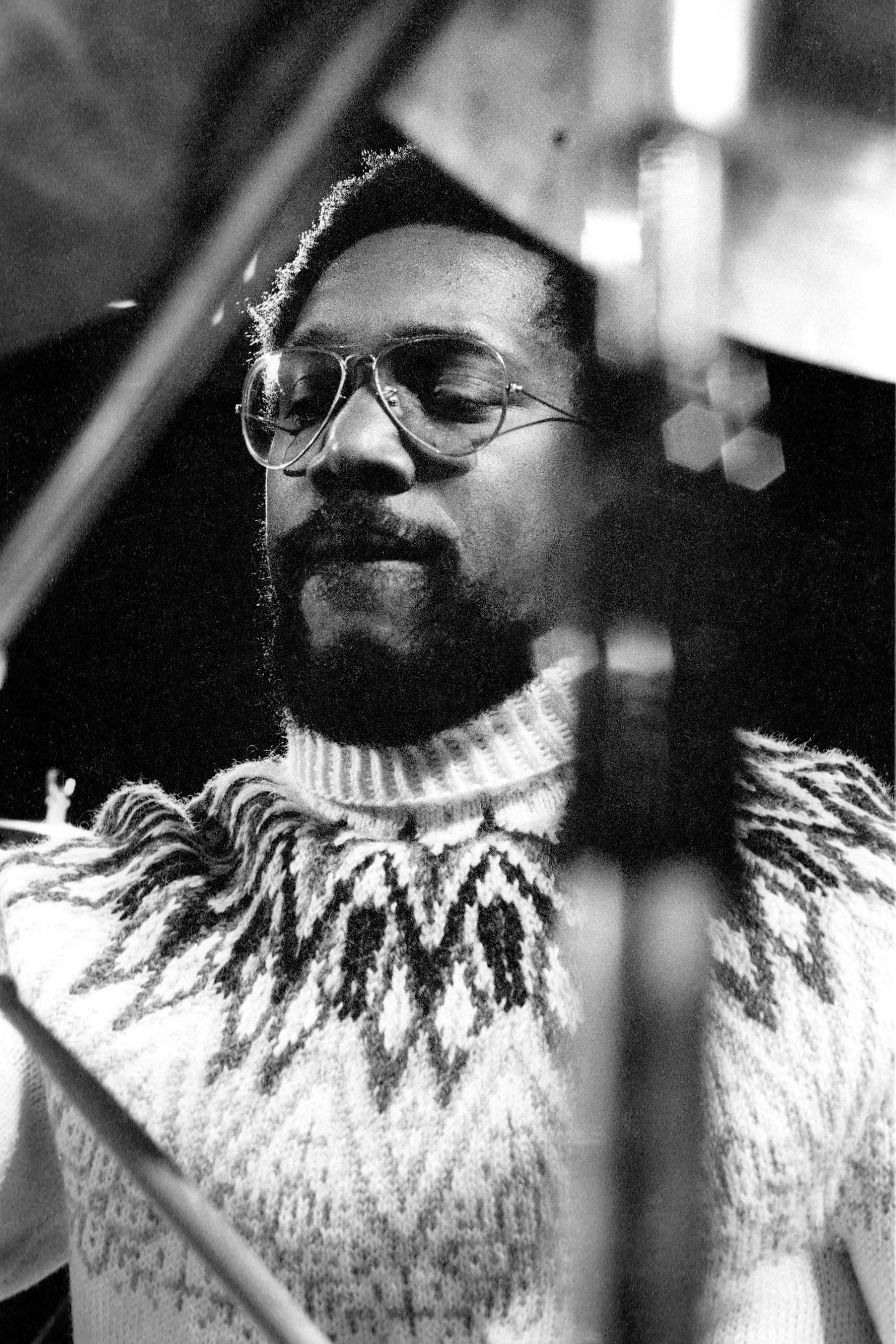
Billy Cobham 1974

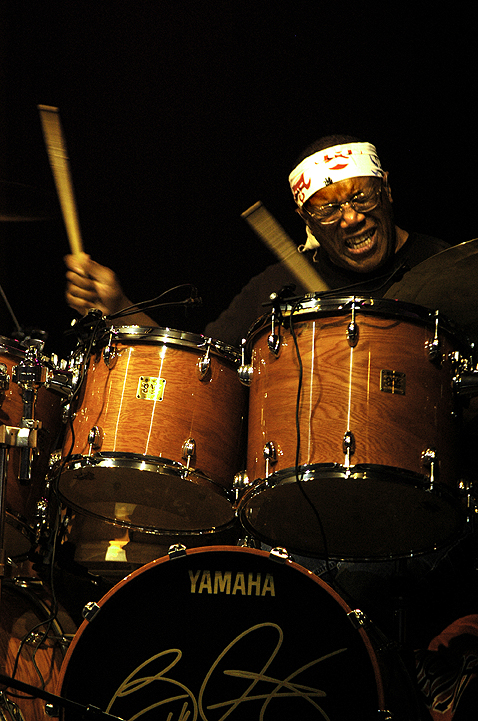
Billy Cobham at the WOMAD, Reading 2005

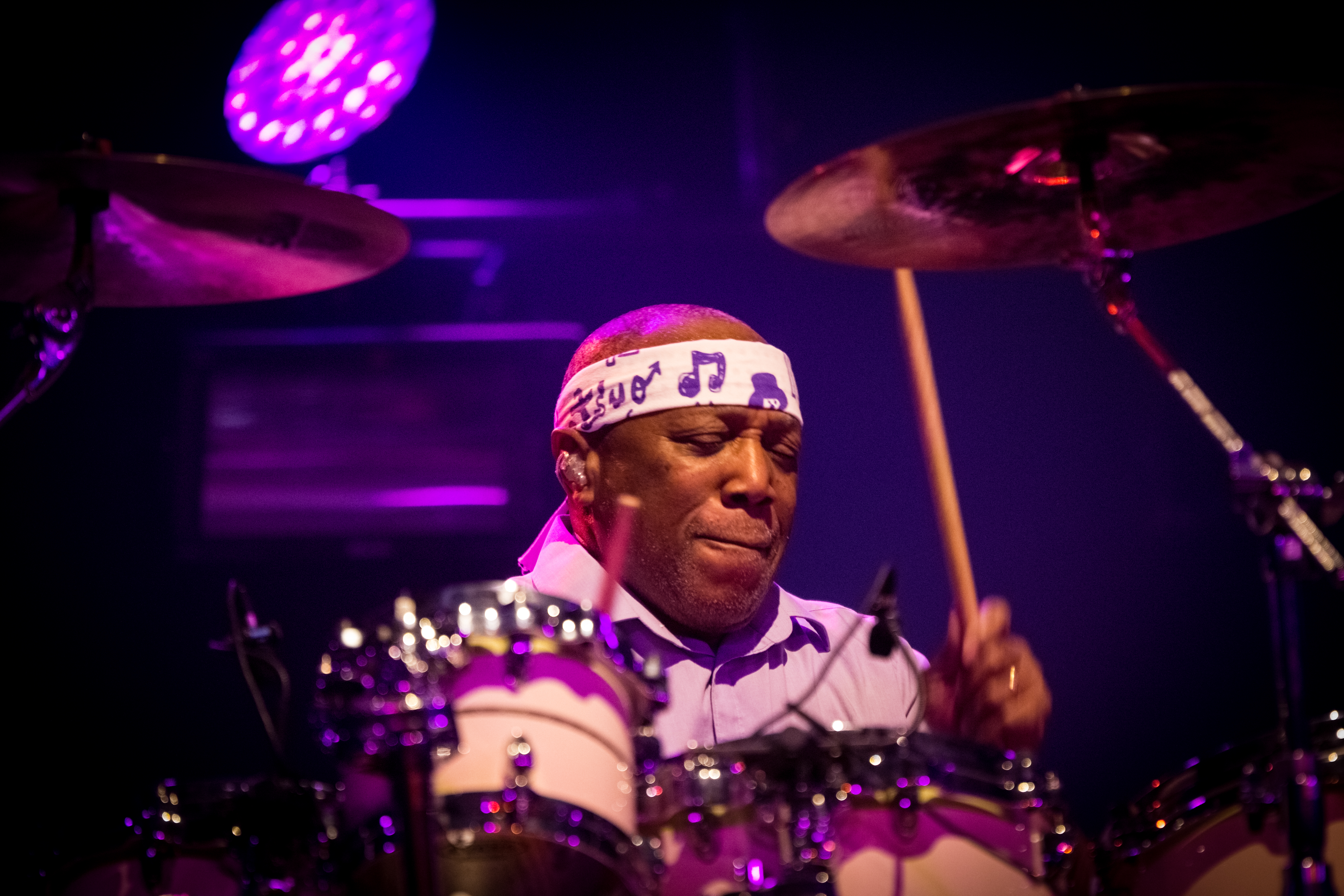
Billy Cobham live bei den Leverkusener Jazztagen 2016

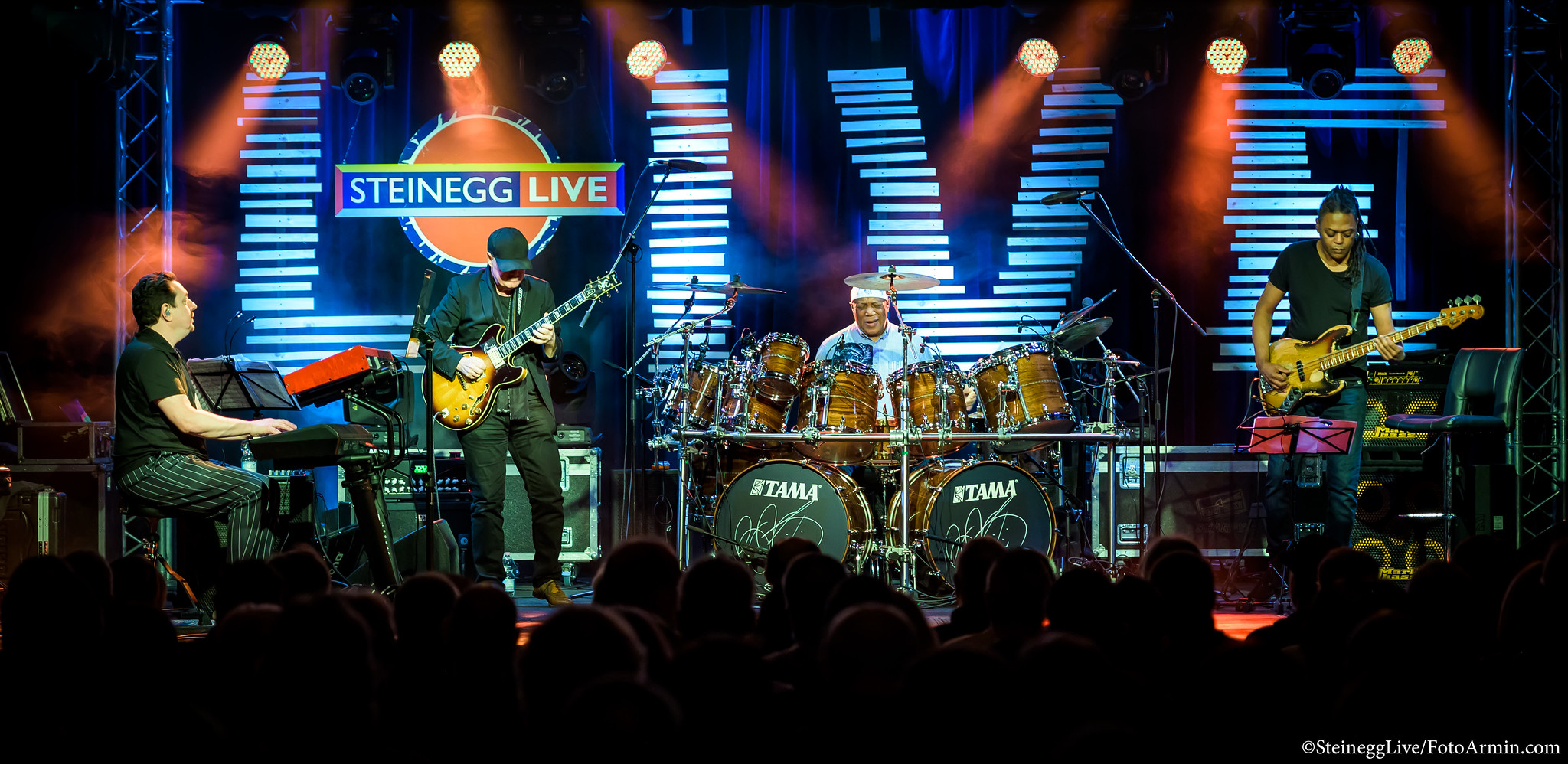
Billy Cobham & Band beim Steinegg Live Festival 2021

Billy Cobham (* 16. Mai 1944 in Colón, Panama; eigentlich William Emanuel Cobham Jr.) ist ein panamaisch-US-amerikanischer Fusion- bzw. Jazz-Schlagzeuger und -Komponist.

## Jugend und Ausbildung
Billy Cobham wurde in Panama geboren und seine Familie zog, als er drei Jahre alt war, nach New York City, wo er auch aufwuchs. Sein Vater, ein Statistiker im örtlichen Krankenhaus, spielte an den Wochenenden Klavier und erhöhte sein Trinkgeld dadurch, indem er Leute aus dem Publikum einlud, sich ihm als Sänger anzuschließen. Der junge Cobham begleitete ihn oft und bekam so eine frühe Lektion im Musik-Business. „Bloß, um irgend jemanden gut aussehen zu lassen, konnte sich mein Vater leicht hundert Dollar verdienen“, sagt Cobham und erinnerte sich daran, dass die durchschnittliche schwarze Familie in den USA damals von etwa 40 Dollar pro Woche leben musste.
Den ersten bezahlten Auftritt hatte Cobham bereits im Alter von acht Jahren als Mitglied der St. Catherine's Queensmen, einem Trommel- und Flügelhornkorps in St. Albans, Queens. Cobham besuchte seit seiner frühen Jugend Workshops mit Jazz-Größen wie Thelonious Monk und Stan Getz. Ab 1959 besuchte er die renommierte Fiorella H. LaGuardia High School of Music & Art and the Performing Arts in New York City, wo er Musiktheorie und Schlagzeugtechnik studierte und die er 1962 mit Diplom abschloss.
1965 wurde er in die Armee eingezogen und verpflichtete sich als Zeitsoldat bis 1968 als Musiker bei der United States Army. „Entweder musste ich der Band beitreten oder mit einem Gewehr zur kämpfenden Truppe gehen“, sagt Cobham. Schließlich war er gerade mal 5 Kilometer von Zuhause entfernt stationiert und spielte für diejenigen Männer, die auf Schiffen in den Krieg zogen. Cobham bewertete später seinen dreijährigen Militärdienst als für ihn wertvoll: „Ich besitze das Organisationstalent, Dinge und Menschen zusammenzubringen, sowie zu schreiben und zu spielen“. Zu den Kontakten, die er beim Militär knüpfte, gehörte der Saxophonist Grover Washington.

## Wirken
Nach Ende seines Militärdienstes wurde Cobham von Horace Silver engagiert, mit dem er 1968 seine ersten Platten aufnahm. Anfangs näherte er sich dem Free Jazz an, setzte sich aber Ende der 1960er-Jahre stilistisch davon ab und trug maßgeblich zur Entwicklung von Jazz-Rock und Fusion bei. Er zählt seit den siebziger Jahren zur Elite der Jazz-Rock-Drummer, was auch durch seine Mitgliedschaft im Mahavishnu Orchestra unterstützt wurde. Er wirkte auch bei Miles Davis’ Album Bitches Brew mit.
Cobham brachte zuvor unbekannte Spielweisen in die Rockmusik ein, die bis heute diese Musikrichtung beeinflussen; so verwendet er lateinamerikanische Techniken, die er auf das „American Drumset“ übersetzt. Hervorstechend ist seine Technik wie beispielsweise die Nutzung der Doublebassdrum. Der spieltechnische Unterschied zwischen rechter und linker Hand ist bei ihm aufgehoben – ein Hinweis auf Cobhams hohes spieltechnisches Niveau. Der kritisierten Kommerzialisierung des Jazz hielt er 1985 entgegen:

„Wenn ich kein Geld verdiene, verliere ich die Chance, künstlerisch zu machen, was ich will. Ohne Geld hat man nichts zu essen, man kann nicht denken, man stirbt …“

Cobham spielte unter anderem mit George Benson; Larry Coryell holte ihn für seine Produktion Spaces (1969). Von 1971 bis 1973 markierte er im Mahavishnu Orchestra den elaborierten Gegenpart zum Fusion-Gitarristen John McLaughlin. 1973 bekam er einen Vertrag beim Atlantic-Label und veröffentlichte sein erstes Album Spectrum, das vom Billboard Magazine als beste Jazz-Platte ausgezeichnet wurde. Auf dem Album wirkten unter anderem mit: Tommy Bolin an der E-Gitarre, Jan Hammer am Piano sowie Leland Sklar und Ron Carter am Bass. Es gilt weithin als eines der wichtigsten stilbildenden Alben des Jazzrock.
Im selben Jahr landete er zusammen mit Eumir Deodato und Stanley Clarke mit dem Titel Also sprach Zarathustra in den Vereinigten Staaten und in Großbritannien einen Top-10-Erfolg.
In der Folge spielte er vorwiegend als Studiomusiker, in Sessions und in eigenen Projekten, dabei häufig zusammen mit Jan Hammer und George Duke (Keyboards), John Abercrombie und John Scofield (Gitarre) sowie Randy und Michael Brecker (Trompete und Tenorsaxophon). Von 1977 bis 1980 spielte er unter Vertrag von CBS Records, seitdem ist er als Freelancer selbständig.
1989 spielte er mit Peter Gabriel auf dem Soundtrack-Album Passion: Music for The Last Temptation of Christ zu dem Spielfilm Die letzte Versuchung Christi von Martin Scorsese von 1988.
In den 1990er-Jahren spielte er häufiger mit jungen Musikerinnen und Musikern und überschritt auch die Genregrenzen, zum Beispiel in der Zusammenarbeit mit The Grateful Dead oder Peter Gabriel. Außerdem beteiligte er sich an Fernseh-Produktionen über Jazz. 1992/93 spielte und lehrte er im Auftrag der UNICEF in Brasilien, wo er ein Musikprojekt für Straßenkinder unterstützte. Nebenbei unterrichtete er als Privatlehrer den Schlagzeuger Angelo Kelly von der Kelly Family, womit er dessen Interesse für Jazz wecken konnte. Um 2008 arbeitete er oft mit McCoy Tyner und Stanley Clarke im McCoy Tyner Trio zusammen. Darüber hinaus trat er auch mit der kubanischen Band Asere unter dem Namen Billy Cobham & Asere auf.
Er wirkte als Musiker an den Aufnahmen des Weltmusik-Kompilations-Albums mit dem Namen Big Blue Ball von Peter Gabriel und Karl Wallinger mit, das in den Sommern der Jahre 1991, 1992 und 1995 in den Real World Studios aufgenommen wurde und 2008 erschien.

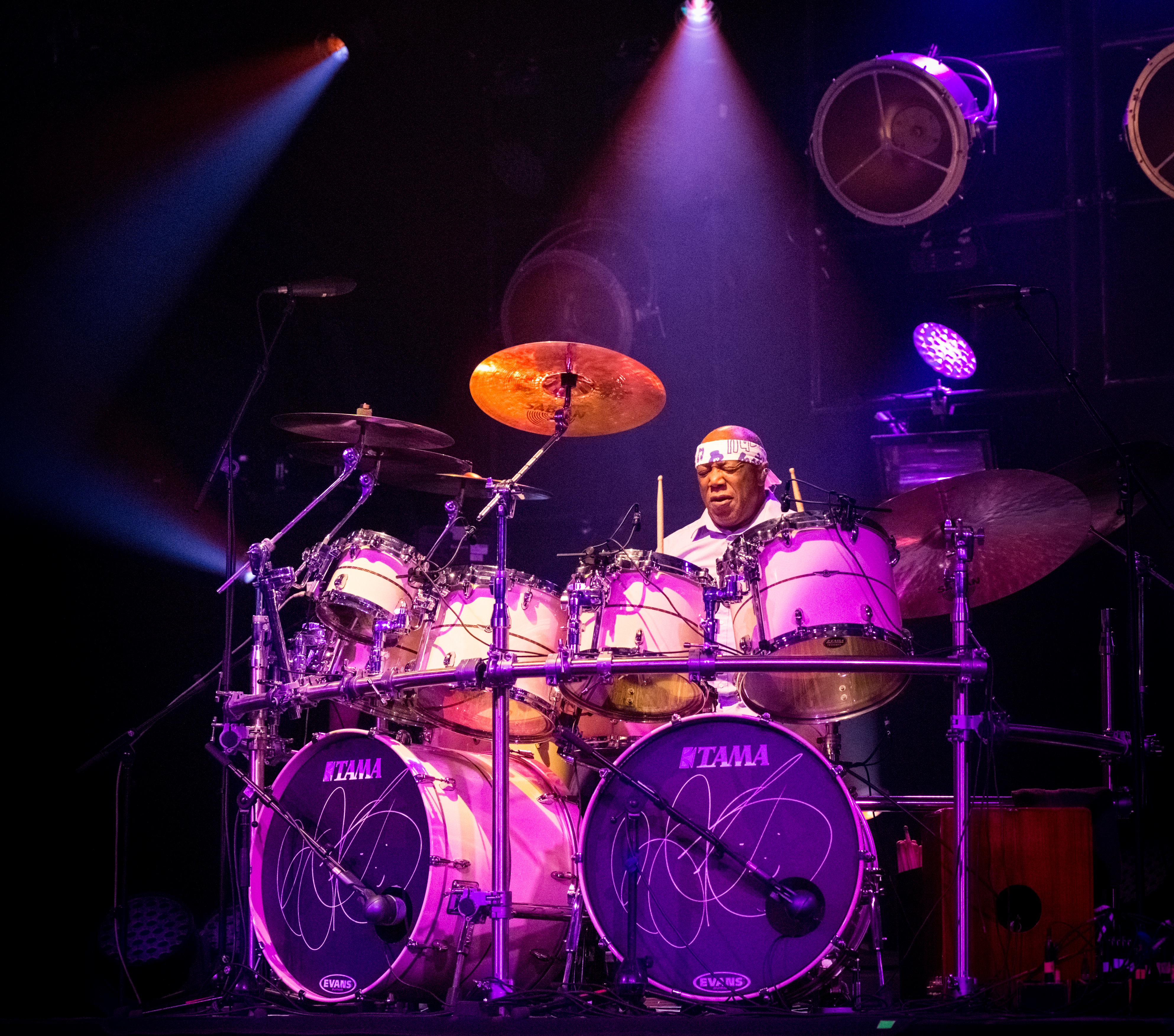
Billy Cobham‘s Schlagzeug-Set bei den Leverkusener Jazztagen im Jahr 2016

Zum vierzigjährigen Jubiläum des von ihm vollständig komponierten und preisgekrönten Album Spectrum formierte er 2013 das Projekt Spectrum 40th Band mit Dean Brown, Ric Fierabracci und Gerry Etkins. Billy Cobham tourte außerdem mit seiner Billy Cobham Band in wechselnden Besetzungen durch Europa und Nordamerika, im Jahr 2016 mit Jean-Marie Ecay (Guitar), Michael Mondesir (Bass), Steve Hamilton (Keyboards) und Camelia Ben Naceur (Keyboards). Daneben trat er beispielsweise im April 2016 auch mit Ron Carter und Donald Harrison im Blue Note Club auf.
Der Rolling Stone listete ihn 2016 auf Rang 45 der 100 größten Schlagzeuger aller Zeiten.
2021 spielte er mit Linley Marthe, Ulf Wakenius und Steve Hamilton trotz der Einschränkungen wegen der Corona-Pandemie einige Livekonzerte und war dabei auch beim Steinegg Live Festival zu Gast.
Im Jahr 2022 organisierte Billy Cobham zusammen mit dem italienischen Gitarristen Rocco Zifarelli, dem britischen Keyboarder Gary Husband und dem Mitglied der Billy Cobham Band Michael Mondesir die temporäre Gründung der Spectrum 50th Band, um das 50-jährige Bestehen seines Bestseller-Albums zu feiern, das auf der ganzen Welt Furore gemacht hatte. Aktuell ist diese Jubiläums-Band noch bis November 2024 in Europa auf Tournee. Der chilenische Bassist Christian Gálvez spielte dabei am 22. November 2023 mit seinem sechssaitigen Bass ein Konzert auf dem Monte-Carlo Jazz Festival. Das Konzert wurde aufgezeichnet und ist auf dem Kabelkanal MEZZO zu sehen (Stand: 6. März 2024).
Die Verleihung der German Jazz Trophy für sein Lebenswerk geht 2024 an Billy Cobham, der im Mai 2024 seinen 80. Geburtstag feiert. Sie findet als Eröffnungsveranstaltung des alljährlich stattfindenden Festivals jazzopen stuttgart 2024 im SpardaWelt Eventcenter am Donnerstag, 18. Juli, um 19:00 Uhr statt.

## Privates
Seit den 1970er-Jahren wohnt Cobham in der Schweiz. Zunächst in Zürich, dann in Bern und momentan in Schüpfen im Berner Seeland. «Hier habe ich meine Ruhe», sagt er. Der Ort ist auch Ausgangspunkt für seine Konzertreisen durch ganz Europa, er pendelt zwischen seiner Heimat Panama, der Schweiz und Moskau, wo seine Partnerin lebt, hin und her.

## Diskografie
- Miroslav Vitouš – Purple (1970, CBS Japan)
- Miles Davis: Bitches Brew (1970, Columbia)
- Dreams: Dreams (1970, Columbia)
- Dreams: Imagine My Surprise  (1971, Columbia)
- Mahavishnu Orchestra: Birds of fire (1973, SONY)
- Carlos Santana & Mahavishnu John McLaughlin: Love Devotion Surrender (1973, Columbia)
- Eumir Deodato Prelude (1973, CTI Records)
- Billy Cobham: Spectrum (1973, WEA, UK: Silber)[20]
- Billy Cobham: Shabazz – Live in Montreux (1973, WEA)
- Billy Cobham: Crosswinds (1974, WEA, 1974)
- Billy Cobham: Total Eclipse (1974, WEA)
- Roberta Flack/Donny Hathaway: You’ve Got a Friend (1974, WEA)
- Billy Cobham: A Funky Thide of Sings (1975, WEA)
- Billy Cobham: Life and Times (1976, WEA)
- Billy Cobham/George Duke Band: Live on Tour in Europe (1976, WEA)
- Billy Cobham: Alivemutherforya (1977, Columbia)
- Billy Cobham: Magic (1977, WEA)
- Billy Cobham: Inner Conflicts (1978, WEA)
- Billy Cobham: Simplicity of Expression – Depth of Thought (1978, Columbia)
- Billy Cobham: B.C. (1979, Columbia)
- Billy Cobham: Stratus (1981, INAK, Direktschnitt)
- Gil Evans: Live at the Public Theater (1981, Trio Japan)
- Bobby & the Midnites (1981, Arista)
- Glass Menagerie: Observations (1982, Elektra)
- Glass Menagerie: Smokin (1983, Elektra)
- Billy Cobham: Warning (1985, GRP)
- Billy Cobham: Power Play (1986, GRP)
- Billy Cobham: Live – Flight Time (1986, INAK)
- Billy Cobham: Picture This (1987, GRP)
- Billy Cobham: Billy's Best Hits (1988, GRP)
- Billy Cobham: Incoming (1989, K-tel)
- Billy Cobham: By Design (1991, Fnac)
- Billy Cobham: The Traveler (1993, Fnac)
- Stanley Clarke, Larry Carlton, Billy Cobham, Doron Johnson, Najee: Live at the Greek (1994, Epic)
- Billy Cobham: Nordic (1996, Eagle Rock)
- Billy Cobham: Mississippi Knights Live (1998, Wenlock)
- Billy Cobham: Focused (1998, Eagle)
- Billy Cobham: Nordic – Off Color (1999, Eagle)
- Billy Cobham: Ensemble New Hope Street (1999, Eagle)
- Billy Cobham: North by Northwest (2000, Creative MultiMedia Concepts)
- Billy Cobham, Ron Carter, Kenny Barron: The Art of Three (2001, In + Out Records)
- Billy Cobham: Drum'n'Voice – All That Groove mit Gregg Kovi Brown, Troy Parrish, Ricky Bailey, Michael Brecker (2001, Nicolosi/Just Groove)
- Billy Cobham: Culture Mix (2002, In+Out Records)
- Billy Cobham, Guy Barker, Donald Harrison, Orlando Le Flemming, Robert Hurst, Eric Reed, Julian Joseph: The Art of Five (2002, Real World Studios; Zürich 2003, Twin One Studios)
- Billy Cobham: Drum'n'Voice Vol.2 mit Jan Hammer, Buddy Miles, John Patitucci, Jeff Berlin, Dominic Miller, Mike Lindup, Airto Moreira, Frank Gambale, Brian Auger, Guy Barker und der Band Novecento. (2006, Nicolosi/Just Groove)
- Billy Cobham, Colin Towns, hr-Bigband: A Celebration of the Mahavishnu Orchestra (2006, In + Out)
- Billy Cobham: Fruit from the Loom (2007, CMMC)
- Billy Cobham: Palindrome (2010, BHM)
- Billy Cobham: Drum'n'Voice Vol.3 mit Brian Auger, Chaka Khan, Bob Mintzer, George Duke, Alex Acuña, Gino Vanneli,  John Scofield, Bob Mintzer (2010, Nicolosi/Just Groove)
- Billy Cobham Band: Live in Leverkusen (2012, BHM)
- Billy Cobham: Tales from the Skeleton Coast (2014, CMMC)
- Billy Cobham: Mirror's Image (2015, Cleopatra)
- Billy Cobham: The Atlantic Years 1973–1978 Box-Set (2015, Rhino/Warner)
- Billy Cobham: Drum'n'Voice Vol.4 mit Brian Auger, Gregg Kofi Brown, Frank Gambale, Stanley Jordan, Olives Caleb, Ruth Ellen (2016, Nicolosi/Just Groove)